# Probotector (jeu vidéo, 1991)
Pour les articles homonymes, voir Probotector.
Probotector, ou Operation C en Amérique du Nord, ou bien simplement Contra au Japon, est un jeu vidéo de type run and gun développé et édité par Konami sur Game Boy en 1991.